# Lee Ya-Ching
Lee Ya-Ching ou Li Xiaqing (1912-1998), également connue sous son nom de scène de Li Dandan (李旦旦), est une actrice, une pionnière de l'aviation chinoise, ainsi qu'une philanthrope patriote. Elle est comédienne dès l'âge de 14 ans dans le film Pourquoi pas elle, et 7 autres films suivent dont une première version de 1928 de Mulan. Son dernier rôle est celui d'une pilote dans Chirurgiens (1939) avec Dorothy Lamour. En 1934 elle est la première femme à obtenir sa licence de pilote, à Genève-Cointrin, en 1935 la première femme pilote diplômée de l'école d'aéronautique de Boeing et en 1936 la première femme chinoise à obtenir sa licence de pilote en Chine. Elle fonde la première école d'aviation civile Shanghai Municipal Air School. Durant la guerre sino-japonaise de 1937 elle se révèle philanthrope et continuera jusqu'en 1945 à réunir des fonds pour les réfugiés.

## Biographie

### Enfance
Lee (ou Li) nait le 16 avril 1912 dans le xian de Haifeng dans la province de Guangdong dans une famille aisée et patriote. Lorsque sa mère meurt de tuberculose en 1916, Lee n'a que 4 ans et son père — un membre de la Révolution chinoise de 1911 — va l'élever comme son enfant unique en lui faisant pratiquer les arts martiaux, la boxe ou l'équitation. Ce sera un atout pour être recrutée dans l'un de ses rôles d'actrice. Elle est surnommée Dandan qui serait associé à un caractère impétueux. Ce surnom lui servira de pseudonyme d'actrice.

### Actrice
Sa carrière d'actrice commence en 1925 lorsque Syatsin (son père) est recruté comme directeur adjoint des studios par le cinéaste Lai Man-wai qui transfère sa Société Cinématographique de Minxin (en), de Hong Kong à Shanghai. En 1926, Lee Ya-Ching, âgée de 14 ans, prend le pseudonyme de Li Dandan et joue son premier rôle dans le film Pourquoi pas elle, un conte romantique sur le sacrifice de soi et les conflits entre les classes sociales. Elle tourne dans le Dieu de la Paix la même année, En 1927 elle tourne dans trois films : Un Poète de la Mer, La Chanteuse Errante et La Romance de la Chambre Ouest dont deux sont du réalisateur Hou Yao l'un des pionniers du cinéma chinois. Sa carrière se prolonge en 1928 avec Mulan s'engage dans l'armée et Les Baisers une Fois.
Lee fréquente les écoles anglaises de Hong Kong puis celles de Shanghai. En 1928, à 16 ans, son père l'envoie terminer ses études à Londres. Il confie sa fille à un jeune homme de 29 ans, Zhen Baifeng, qui a étudié à la Sorbonne à Paris et travaille pour les Affaires Étrangères de la Chine. Un an plus tard Lee et Zheng se marient et s'installent à Genève. Lee donne naissance à un fils et une fille.

### Pilote
Le 13e Salon du Bourget, qui s'appelle alors « Salon d'Aviation », a lieu à la fin de 1932 (du 18 novembre 1932 au 14 décembre 1932). Le Salon n'est pas très animé depuis les dernières éditions, mais l'année de l'aviation a été marquée par la première traversée en solitaire de l'Atlantique par la pilote Amelia Earhart le 20 mai 1932. Lee a l'occasion de faire un vol au Salon, vol qui va la décider à devenir pilote. Dès son retour à Genève elle s'inscrit à des leçons de pilotage en octobre 1933 et obtient son brevet I de pilote le 6 août 1934, (brevet suisse No 586), puis le brevet II de pilote le 9 janvier 1935. Elle devient ainsi la première femme pilote brevetée à Genève Cointrin.
La motivation de Lee reste liée à son patriotisme, à pouvoir aider son pays à progresser dans le domaine de l'aviation et en 1935 elle part pour la Californie suivre une formation avancée à la Boeing School of Aeronautics (en) à Oakland. Lors d'un meeting aérien Lee entre, involontairement, dans le Club Caterpillar (en) des « parachutés » d'un avion. Le 15 mai lors d'une démonstration de voltige au-dessus de la baie de San Francisco, l'instructeur aux commandes LeRoy B. Gregg entame un tonneau. Au cours de la figure, l'instructeur se retourne vers Lee et la voit qui tente de se maintenir désespérément dans son siège après la rupture de sa ceinture de sécurité. Lee n'y parvient pas. Elle raconte qu'elle entame une chute de 900 pieds au cours de laquelle elle est pétrifiée ; puis dans un sursaut elle se souvient de l’instruction de « tirer sur la poignée » et ouvre son parachute. Lee va attendre les secours plus de 20 minutes dans l'eau de la baie qui est glacée. Elle est une nageuse expérimentée mais sa combianaison de pilote en cuir ne l'aide pas à flotter. L'instructeur resté aux commandes de l'avion tente de lui lancer des gilets de sauvetage mais aucun suffisamment proche de Lee. La récupération de Lee ne se fera pas sans histoire. Un premier avion, un hydravion Loening est envoyé à son secours mais ne parvient pas à la hisser à bord, faute d'une porte latérale au-dessus du niveau de l'eau qui ne parvient pas à s'ouvrir. Un deuxième hydravion est envoyé et la sort finalement de ce mauvais pas. Lee reprend la voltige dès le lendemain, avec le même avion au-dessus de la baie de San Francisco. Le 5 novembre 1935, Lee Ya-Ching est la première femme pilote diplômée de la Boeing School of Aeronautics (en). Avec son diplôme, son brevet de pilote privé et son expérience, Lee décide de rentrer en Chine.
En 1934 la Chine vient d'autoriser les vols civils. Lee repasse les examens afin d'obtenir sa licence de pilote gouvernemental chinois. Sa licence lui est remise par le Général Tchang Kaï-chek en personne. Lee est chargée d'inspecter les aérodromes dans toute la Chine et elle parcourt 30,000 miles pour effectuer sa mission pour l'armée chinoise. À Shanghai, Lee est instructrice à la Shanghai Municipal Air School qu'elle vient de fonder. Elle devient un exemple pour les femmes chinoises. À l'occasion du cinquantième anniversaire de Tchang Kaï-chek elle effectue le premier vol acrobatique réalisé par une femme en Chine. Sa figure finale se termine par un piqué, redressé à la dernière seconde, et passe à quelques mètres au-dessus de la tribune officielle, ce qui va la rendre encore plus célèbre.

### Philanthrope: son combat patriotique pour la Chine
En 1937 le Japon envahit la Chine. Lorsque Lee souhaite utiliser ses compétences d'aviatrice pour combattre pour son pays, elle essuie un camouflet. Les autorités lui interdisent tout vol, même pour des missions de courrier postal, parce qu'elle est une femme. Lee fonde la First Citizen Emergency Auxiliary en consacrant tous ses biens pour transformer un hôtel en hôpital d'urgence. Elle en gère l'administration, tout en étant assistante au bloc opératoire, en créant un camp de réfugiés, un orphelinat et une station de radio pour organiser la résistance. Elle passe une licence de pilote commercial à Hong Kong et va réaliser des vols cargo de Hong Kong à Canton pour la Croix Rouge. La vie privée de Lee n'a pas résisté à ces années passées. Elle a divorcé en 1935 de son mari Zheng, perd le droit de visite de ses enfants jusqu'à leur majorité. Elle sera avec Peter Doo, rencontré en Europe, avec lequel elle entretient une relation à distance. Peter Doo va la rejoindre et travailler avec son père à Hong Kong.
En 1939 Lee repart de Shanghai, forcée par les Japonais qui n'ont pas apprécié son engagement et qui la mettent sur une liste noire. Elle part pour San Francisco, vend ses bijoux pour réunir 7 000 $ afin d'acheter son propre avion, un Stinson SR-9B Reliant, qu'elle appelle Spirit of New China. Elle entame une tournée aux États-Unis pour récolter des dons pour les réfugiés de guerre. Elle renoue avec sa carrière d'actrice en 1939 en participant trois jours au tournage de Disputed Passage pour réaliser les cascades aériennes. Elle verse son cachet au profit de sa fondation. En 1939, Lee a déjà volé 10 000 miles et réuni 10 000 $ pour les réfugiés chinois. Elle fait aussi une tournée en Amérique du Sud pour collecter des fonds.
À la fin de la guerre en mai 1946 elle retourne à Shanghai. Lee ne vole plus que pour son plaisir. Elle quitte la ville de Shanghai dont les conditions de vie sont devenues difficiles et rejoint son père à Hong Kong. Elle obtient sa licence de pilote privé en 1950 à Hong Kong.

### Retour aux États-Unis
De retour en Chine depuis 1946 Lee cherche à s'impliquer dans l'industrie aéronautique mais elle est à chaque fois rejetée. La crise du milieu des années 1960 à Hong Kong la pousse à partir pour les États-Unis, à Oakland le lieu de ses premières formations de pilote.
Lee s'installe définitivement à partir de 1971 dans la région de la baie de San Francisco. Elle doit y repasser son brevet de pilote, sa licence américaine ayant expiré et la F.A.A. ne reconnaissant pas sa licence de Hong Kong. Elle continue d'effectuer des vols pour le plaisir. Elle rencontre l'homme d'affaires international Li George Yixiang avec lequel elle vit à Oakland (proche de l'école Boeing). Sa biographie raconte qu'un jour, alors qu'elle passe devant un champ où il y a un avion d'épandage, elle s'arrête et demande d'emprunter l'avion. Elle fait plusieurs figures acrobatiques amenant l'avion dans ses limites. Puis elle le pose en douceur et remercie son propriétaire hébété.
Lee vit jusqu'à l'âge de 85 ans, le 28 janvier 1998.
Pour sa tombe elle choisit d'acquérir 4 parcelles au cimetière de Mountain View (Oakland) pour y être enterrée au centre, de façon « à ressentir le même espace libre autour d'elle » lui rappelant ses sensations quand elle pilotait.

## Filmographie
- Pourquoi pas lui (玉潔冰清) (Yu jie bing qing) (1926) - dans le rôle de Kong Qiongxian film de Bu Wancang
- Le Dieu de la Paix (和平之神) (1926) - dans le rôle de Lin Cuiwei - film de Hou Yao
- Un poète de la mer (海角詩人) (1927) - dans le rôle de Liang Cuiying - film de Hou Yao
- La Romance de la chambre ouest (西厢记) (Xixiang ji) (1927) - dans le rôle de Hongniang - film de Hou Yao et de Lai Man-Wai
- Les Baisers une fois (情海重吻) (Qing hai chong wen) (1929) - de Xie Yunqing
- Chirurgiens - (Disputed Passage) (1939) - dans le rôle de l'aviatrice